# Claude de Ferrière
Pour les articles homonymes, voir Ferrière.
Claude de Ferrière, né le 6 février 1639 à Paris, mort le 11 mai 1715 à Reims, est un jurisconsulte français.

## Biographie
Docteur en droit de l'université de Paris, il fut professeur de jurisprudence à Reims, puis à Paris, et avocat au Parlement de Paris, doyen des docteurs régents de la Faculté des droits de Paris.
Il est le père de Claude-Joseph de Ferrière.

## Publications
- Introduction à la pratique contenant les principaux termes de pratique et de coutume. Avec les juridictions de France par ordre alphabétique, seconde édition revue et augmentée, Paris, Jean Cochart, 1684.
- La Science Parfaite Des Notaires ou le moyen de faire un Parfait Notaire, Paris, 1693 ; Paris, 1704, 2 vol. en 1, in-4°, Nouvelle Edition, revue & augmentée de plusieurs Edits, Règlemens, Arrêts, Instructions & Actes.
- Dictionnaire de droit et de pratique, Paris, 1717, in-4° ; Paris, 1734, 2 vol. in-4° ; 2e éd., Paris, Brunet, 1740 ; 3e éd., Paris, Brunet, 1749, 2 vol. in-4° ; 1755 ; 3e éd., Paris, Bauche, 1771, 2 vol. in-4° ; éditions augmentées par Antoine-Gaspard Boucher d’Argis (1708-1791) à partir de 1749][1]
- une traduction des Institutes de Justinien avec des analyses du Code, du Digeste et des Novelles ;
- des Commentaires sur la Coutume de Paris ;
- Des droits de patronage, de présentation aux bénéfices, des préséances des patrons... Paris, 1686.
- une Introduction à la pratique ;
- la Science parfaite du notaire.

## Source
Cet article comprend des extraits du Dictionnaire Bouillet. Il est possible de supprimer cette indication, si le texte reflète le savoir actuel sur ce thème, si les sources sont citées, s'il satisfait aux exigences linguistiques actuelles et s'il ne contient pas de propos qui vont à l'encontre des règles de neutralité de Wikipédia.